# Synopeas esenbecki
Synopeas esenbecki är en stekelart som beskrevs av Peter Neerup Buhl 1999. Synopeas esenbecki ingår i släktet Synopeas och familjen gallmyggesteklar. Inga underarter finns listade i Catalogue of Life.